# Wars of the Roses
Wars of the Roses es el octavo álbum de estudio de la banda noruega de rock atmosférico experimental Ulver, editado en 2011.
El disco fue mezclado y producido por John Fryer, quien trabajara con nombres como Depeche Mode o Cocteau Twins, entre otros.

## Lista de temas
| N.º | Título             | Duración |  |
| 1.  | «February MMX»     | 4:11     |  |
| 2.  | «Norwegian Gothic» | 3:37     |  |
| 3.  | «Providence»       | 8:10     |  |
| 4.  | «September IV»     | 4:39     |  |
| 5.  | «England»          | 4:09     |  |
| 6.  | «Island»           | 5:47     |  |
| 7.  | «Stone Angels»     | 14:56    |  |

## Personal
- Kristoffer Rygg - voz, programación
- Tore Ylwizaker - teclados, programación
- Jørn H. Sværen - multinstrumentista
- Daniel O'Sullivan - guitarra, bajo, teclados